# 大同江外交使節團會館
大同江外交使節團會館位于朝鮮民主主義人民共和國的平壤市之大同江畔。供各國駐朝鮮的外交官員、外國留學生和專家。進行社交和休閑活動。

## 設備
會館裡有許多房間，可以舉行會議、記者招待會、藝術表演、電影欣賞會、圖片展覽會、私人宴會等。另外，還有舞場、卡拉ok廳、撞球場、桌球場、電子遊戲場、桑拿澡室和按摩室、室外網球場。 
會館內尚有講堂、語言學習室（英語和朝鮮語），音樂室（設有：鋼琴、手風琴、吉他、朝鮮伽倻琴等樂器），繪畫室（油畫、朝鮮畫）。